# Àrea natural marina protegida Cap de la Caça-Illa Plana
L'Àrea natural marina protegida Cap de la Caça-Illa Plana, més coneguda com a AMP Cap de la Caça, és una àrea marina protegida italiana. Es troba a Sardenya i fou instituïda pel Ministeri de l'Ambient el 2002 a fi de protegir un traçat de la costa de la Mediterrània. És situada al territori administratiu de l'Alguer, a la part nord-occidental de l'illa. És classificada com a Zona Especialment Protegida d'Interès Mediterrani i forma part del Parc natural regional de Port del Comte de l'Alguer.
La denominació deriva de la primera versió de la llista d'àrees marines protegides, que inclou la zona de Cap de la Caça i l'Illa Plana, que posteriorment es van afegir àrees del Golf de Port del Comte i Punta del Lliri fins al límit de Cap de la Galera.

## Territori

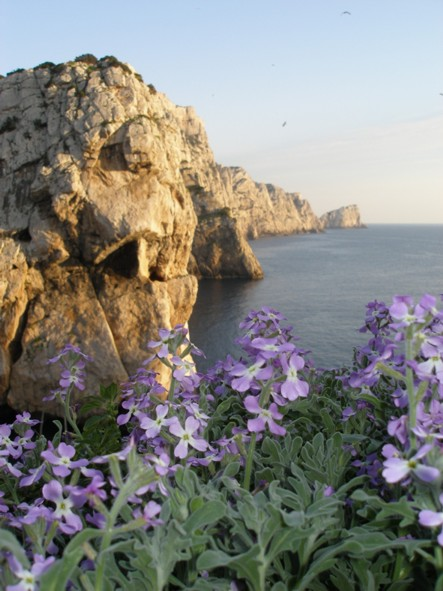
Primavera a l'Illa Plana.

La zona es caracteritza per la presència de promontoris de pedra calcària i que es remunten al Cretàcic, amb vistes al mar amb formacions i el penya-segat, que arriben a una altura de més de 300 metres a la Punta de Cristall. L'àrea marina és delimitada de la Punta de la Guixiera al nord i del Cap de la Galera al sud, i comprèn una vasta porció de mar que inclou també el golf de Port del Comte.
L'àrea protegida es divideix en tres zones, d'acord amb el nivell de protecció que estan sotmeses:
- zona A, reserva integral - les zones de protecció absoluta són duee, la primera vora Punta Sant Antoni i Cala Port Agre, i la segona a la part oest d'Illa Plana; dins d'aquestes àrees no es pot accedir si no és per raons científiques de control i d'estudi;;
- zona B, reserva general - comprèn el traçat de costa de Punta de la Guixera fins a la Cala del Bollo i de la Punta del Cerchio a Cap de la Galera;
- zona C, reserva parcial - inclou totalment la badia de Port del Comte, aplegant un tros de mar definit com a corredor d'accés, i el tram de costa al voltant de la zona B.

Només en les aigües de les zones B i C es permet el busseig i la pesca professional. No es permet la pesca submarina. L'espeleobusseig i la pesca esportiva amb canya i arpó s'ha de sol·licitar una autorització especial.
Els imponents massissos calcaris, que es submergeixen en el mar amb parets escarpades, són llar de moltes coves, tant en superfície com submergides. La cova més famosa de la zona és la Gruta de Neptú., accessible des del terra a través d'una escala (Escala del Cabirol) que cau al llarg del penya-segat fins a la seva unió. La cova és també accessible per mar amb un vaixell, que salpa des del port de l'Alguer. Entre les moltes coves submarines cal esmentar la cova de Nereu.

## Flora
La zona d'influència immediata, que es troba protegida pel Parc natural regional de Port del Comte, es caracteritza per la típica màquia mediterrània, amb les que s'alternen els boscos d'alzines (Quercus ilex), que creixen molt a la vora del mar com a Punta del Lliri.
El desenvolupament de la flora marina està influenciada per la morfologia del llit marí en el qual creix. A les roques de pedra calcària submergides en el fons dels penya-segats i, més en general, en fons rocosos al llarg de la costa creix l'alga bruna que pertany al gènere Cystoseira i espècies com la pavonia (Padina pavonica). Les algues verdes estan representades per les espècies Dasycladus clavaeformis. A les zones on l'onatge és menys intens i violent pot trobar-s'hi algues vermelles que pertanyen a l'espècie Lithophyllum tortuosum. Els fons sorrencs estan dominats per prades de pastures marines (Posidonia oceanica ), que ocupen la major part de la badia de Port del Comte. Aquestes praderies ofereixen l'hàbitat ideal per a moltes espècies de peixos i crustacis. Al tros de costa més a prop de la riba també es poden observar formacions caracteritzades per gèneres d'algues Cymodocea i Caulerpa, especialment quan el  substrat és enriquida amb matèria orgànica.

## Fauna

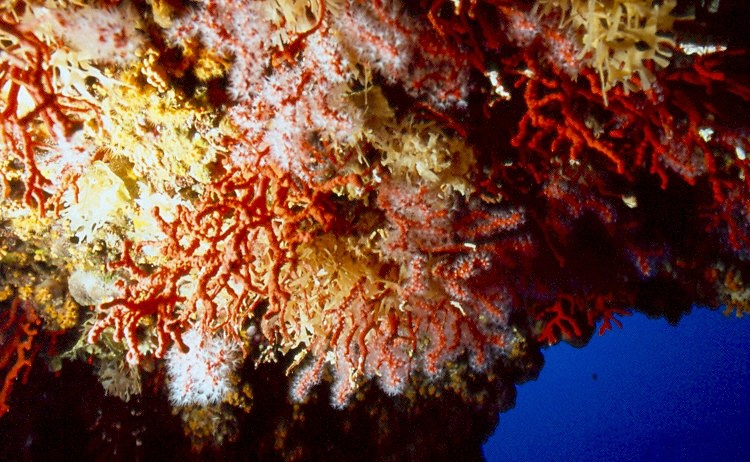
Colònies de coral vermell a la Gruta de Nereu.

Igual que amb la flora també la distribució de la fauna marina sembla estar influïda pel tipus i les  característiques geomorfològiques dels fons marins. Els penya-segats calcaris submergits i els fons rocosos són generalment colonitzats per porífers, com l'Esponja calcària i demospongi (o esponges silícies) i mol·luscs litòfags com Lithophaga. S'estableixen, a més, diversos poliquets serpúlids com Pomatoceros triqueter i Serpula vermicularis, i l'anèl·lid del subordre Sabellida que pertany a l'espècie Spirographis spallanzanii i Sabella Penicillus. Els mol·luscs són representats per l'espècie Vermetus triquetrus.
Al llarg de l'infralitoral s'hi instal·la el cirrípede Balanus perforatus, mentre que la zona de marees està ocupada pel balanidi de l'espècie dent de gos (Chthamalus stellatus). Des d'una profunditat de 15 metres hi ha colònies formades per gorgònies que pertanyen al gènere Eunicella, que s'associen amb espècies com la gorgònia vermella (Paramuricea clavata). Prop de la Gruta Verda hi ha l'única madreporària constituïda d'una colònia de madrèpora coixí (Cladocora caespitosa). Els entorns de les coves submarines són la llar de les principals formacions de pre-coral dominada per halimedes (Halimeda tuna) i, en zones d'ombra hi ha assentaments calciesponges, que pertanyen al gènere Clathrina, i extensions granss de 'margarides de mar (Parazoanthus axinellae) i espectaculars Leptopsammia pruvoti. No falta tampoc el corall vermell (Corallium rubrum), que també és important per a l'economia de l'Alguer i també representat en el seu escut d'armes.

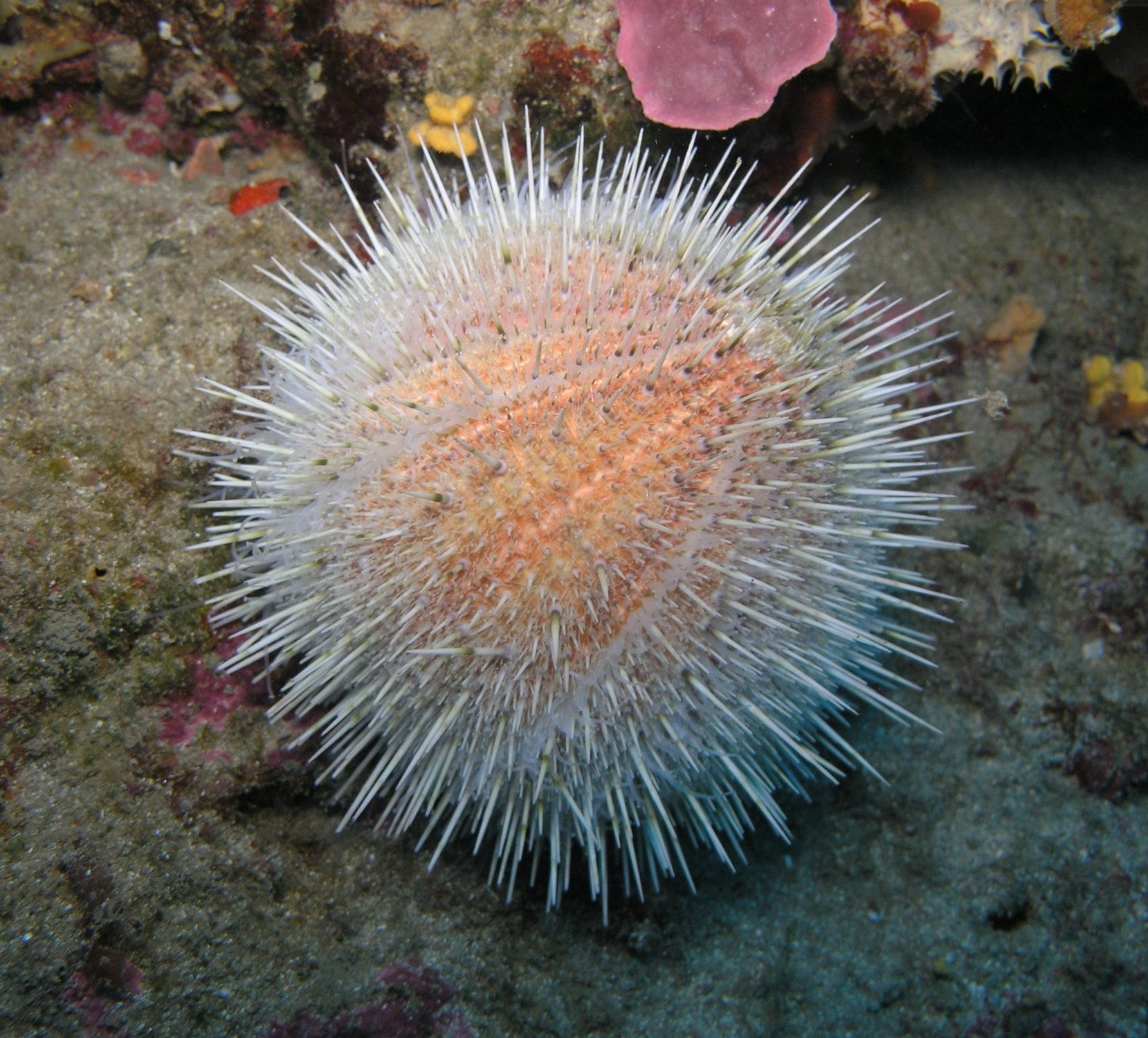
L'eriçó meló (Echinus Melo) fotografiat sota el Cap de la Caça a circa -35 m

Hi ha gran abundància de tota mena de mariscs mediterranis a les aigües i les coves de l'àrea marina protegida, les més importants són la llagosta espinosa (Palinurus elephas), la llagosta (Homarus gammarus), la cigala de mar (Magnosa Scyllarides latus), el cranc (Dromia personata), la gambeta de corall (Stenopus spinosus), la Galatea strigosa (Galatheoidea) i la gamba vermella (Parapandalus narval). En les praderes de posidònia hi viuen castanyoles (Pinna nobilis), especialment en el Golf de Port del Comte, a més de moltes espècies de peixos i crustacis que viuen permanentment entre les llargues fulles d'aquesta planta. Entre els peixos més abundants, en termes de nombre d'espècies presents a les aigües de la zona marina protegida, està representada per un nombre de mers, principalment d'anfós bruns (Epinephelus marginatus i Epinephelus costae) i alguns blancs (Epinephelus aeneus), sinó també per famílies de làbrids i espàrids. Entre les espècies de peixos més comuns són els molls (Apogon imberbis), la bavosa de banda negra (Parablennius rouxi), els picarels (Spicara maena i Spicara smaris), el cabot retxat (Gobius vittatus), la donzella (Coris julis), la merla tord (Labrus merula), el massot verd (Labrus viridis), el tord amb banda (Symphodus doderleini), el tord vermell (Symphodus mediterraneus), el tord codanera (Symphodus melanocercus), el tord ocel·lat (Symphodus ocellatus), el tord verd (Symphodus roissali ), el petarc (Symphodus rostratus ), el llavió (Symphodus tinca), el fadrí (Thalassoma pavo), llobarro (Dicentrarchus labrax ), el moll de ratlles vermelles ( Mullus surmuletus ), la morena mediterrània ( Muraena helena), el congre (Conger conger), l'esparrall (Diplodus annularis), l'orada besuc (Diplodus puntazzo), el besuc gran (Diplodus sargus sargus), l'orada en bandes (Diplodus vulgaris), la salpa ( Sarpa salpa ), la càntera (Spondyliosoma cantharus), la rabosa groga (Tripterygion delaisi ) i la bavosa morruda (Tripterygion tripteronotus).
Darrere els penya-segats i els esculls nidifiquen moltes espècies d'ocells marins i els més comuns entre aquests hi ha la bàldriga cendrosa (Calonectris diomedea), la bàldriga pufí (Puffinus puffinus) i l'ocell de les tempestes (Hydrobates pelagicus), a més de la gavina comuna (Ichthyaetus audouinii) i el corb marí emplomallat (Phalacrocorax aristotelis) que tenen els llocs de nidificació vora Cala de la Barca.

## Punts d'interès

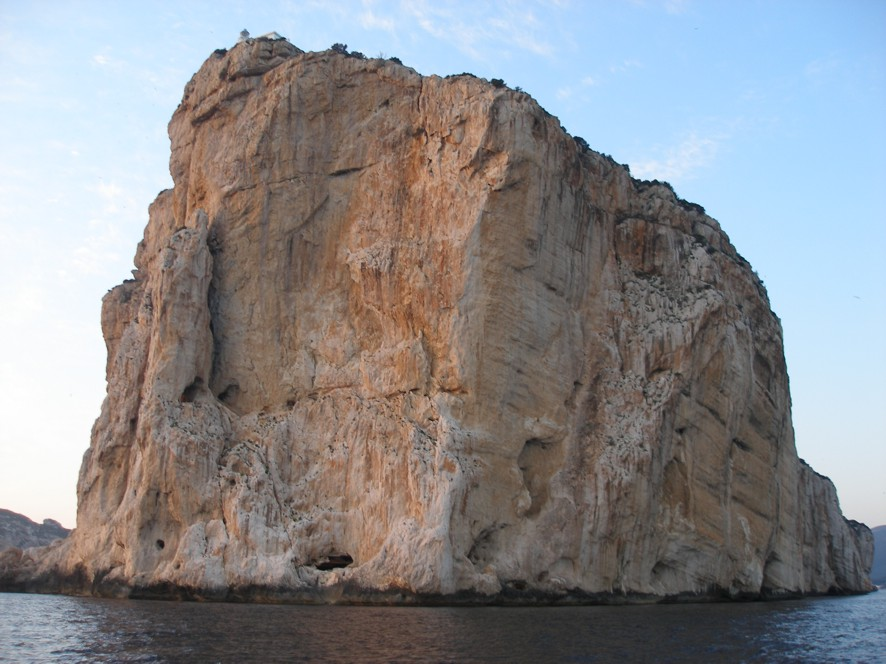
El promontori de Cap de la Caça.

Els punts d'especial interès des del punt de vista de la naturalesa, geològic i de la biodiversitat són variats, tant a terra com a la profunditat marina. La línia de costa és bastant accidentada, amb alternança de penya-segats amb vistes al mar que es desenvolupen en una longitud de 2.500 metres. i que ofereixen la possibilitat de realitzar diferents activitats, com l'observació i l'estudi dels ambients costaners i la visita als jaciments arqueològics de la zona. També es pot practicar l'observació d'aus, el senderisme, la fotografia i l'espeleologia. Les profunditats i coves submarines ofereixen l'oportunitat de practicar busseig i l'estudi de la biologia marina.
A terra ferma, hi ha molts llocs naturals interessants com:
- la Forest Demanial de Port del Conte "Le Prigionette"
El bosc és l'oasi de la fauna que alberga cérvols, cavalls i rucs blancs. El complex està obert al públic i ofereix diferents senders i restaurants.;[18]
- la Cova de Neptú
El complex càrstic es troba a la base dels esculls del Cap de la Caça i pot travessar-se en motonau que salpa del port de l'Alguer o baixant una llarga escala (l'Escala del Cabirol) que surt de la plataforma de sosteniment de Cap de la Caça fins a ficar-se dins la cova.;[19]
- el Llac de Baratz
És l'únic llac natural de la Sardenya. Es troba a poca distància del parc regional, encara que no s'inclou dins del seu perímetre de protecció.;[20]
- el Promontori de Cap de la Caça
La naturalesa calcària de les seves roques ha portat a la formació de nombroses grutes. Sobre el promontori s'hi troba el far de Cap de la Caça;
- l'Illa Foradada
Es troba davant del promontori de Cap de la Caça i deu el seu nom a la Gruta dels Coloms, creada per l'acció de l'erosió de la mar, que la travessa de manera parcial. A l'illa hi ha un rar endemisme, la Brassica insularis.[21]

## Accés
L'àrea protegida és de fàcil accés des de l'Alguer, de la qual és a poc més de 20 kilòmetres, recorrent la carretera estatal 127 bis en direcció a Fertília i continuant fins a arribar a Tramariu, seu de l'ens de gestió de l'àrea marina protegida, situada a les estructures del Centre de Recerca de Port del Comte. Arribant de Sàsser se segueix la carretera estatal 291 fins a l'entrada de la carretera provincial número 55 que va dins l'interior del parc natural regional de Port del Comte. Finalment, arribem a Tramariu seguint les instruccions.